# The Cure (film)
The Cure is een korte stomme film uit 1917 onder regie van Charlie Chaplin. Hij speelt een dronken man die graag wil afkicken. Onderweg ontmoet hij een aantrekkelijke dame en krijgt hij problemen met een grote en sterke man.

## Rolverdeling
| Acteur          | Personage    |
| --------------- | ------------ |
| Charlie Chaplin | De dronkaard |
| Edna Purviance  | Het meisje   |
| Eric Campbell   | Man          |
| Henry Bergman   | Masseur      |